# Tulune
Tulune (em árabe: أحمد) foi um oficial árabe de origem turca, ativo durante o reinado dos califas abássidas Almamune (r. 813–833) e Almotácime (r. 833–842).

## Vida
Tulune era turco. Segundo as fontes árabes, era oriundo de uma localidade chamada Tagasgar (Tagharghar) ou Toguzoguz (Toghuz[o]ghuz), identificada com a confederação Uigur. No ano 815/816 (200 A.H.), Tulune foi feito cativo junto com outros turcos, e foi enviado como parte de um tributo pelo governador samânida de Bucara Nu ibne Assade ao califa Almamune (r. 813–833), que à época residiu no Coração. Após Almamune retornar para Bagdá em 819, estes escravos turcos compuseram um corpo de guardas de soldados escravos (gulans) confiados ao irmão e sucessor de Almamune, Almotácime (r. 833–842). Tulune fez carreira, vindo a comandar posteriormente a guarda privada do califa. Ele era pai de Amade ibne Tulune com uma de suas escravas chamada Cacim.
Em 854/855, Tulune faleceu, e comumente se imagina que Cacim casou-se novamente com o general turco Baiacbaque. Esse relato, contudo, não aparece em ibne Aldaia ou Albalaui, e pode ser duvidoso. Segundo Albalaui, após a morte de seu pai, Amade ficou sob tutela de Ialbaque, um companheiro íntimo de Tulune, que havia sido feito cativo junto com ele. Em seu leito de morte, Tulune solicitou que seu amigo Ialbaque tomasse conta de seu filho e esposa, e Bacbaque tratou Amade como seu filho.